# Затвор Анема
Затвор Анемас (тур. Anemas Zindanları) је велика византијска грађевина причвршћена за зидине града Константинопоља (данашњи Истанбул, Турска). Традиционално се поистовећује са затворима названим по Михаилу Анемау, византијском генералу који је подигао неуспешну побуну против цара Алексија I Комнена (р. 1081–1118) и био је прва особа која је тамо била затворена. Затвор је истакнут у последњим вековима Византијског царства, када су тамо била затворена четири византијска цара.

## Опис
Зграда се налази у предграђу Влахерна, између дела зидова које је средином 12. века подигао цар Манојло I Комнин (р. 1143–1180) и ранијих зидина византијских царева Ираклија (р. 610–641) и Лава V Јерменина (р. 813–820). Мали део зида повезује структуру на истоку са зидом Манојла Комнина. Сам спољни зид објекта је изузетно висок, уздиже се чак 23 метра изнад тла испред, а дебљине је 11–20 метара. Иза спољног зида, зграда се састоји од дванаест троспратних одаја. Спољаше наличне зграде има две правоугаоне куле изграђене једну поред друге, са једним заједничким зидом. Куле близнакиње су подупрте масивним подупирачем, који се уздиже скоро 8 м изнад нивоа земље и то од 6,5–9 м испред самих кула.
Две куле се у великој мери разликују по конструкцији, указујући на изградњу у различитим датумима. Јужна кула је неправилно четвороугаона двоспратна грађевина. Зидана је веома неравно, укључујући неколико камених стубова који су уметнути у кулу, често не у потпуности, а контрафор му је од ситног, неправилно постављеног камења. Његов унутрашњи распоред, са пространим горњим спратом, великим прозорима и балконом окренутим према западу, сугерише употребу као стамбена кула. У комбинацији, ови фактори снажно подржавају њену традиционалну идентификацију са такозваном кулом Исака Анђела: према историчару Никети Хонијату, ту кулу је саградио цар Исак II Анђел (р. 1185–1195, 1203–1204) и као утврђење и приватну резиденцију, а користио је материјал из порушених цркава. Насупрот томе, северна кула, која је позната као кула Анема, је пажљиво грађена структура, која приказује типично византијско зидање, наизменичне слојеве каменог зида и цигле. Њен подупирач је изграђен од великих, правилних, пажљиво постављених блокова. Чврстоћа зидова и контрафора се објашњава тиме што је ова конструкција чинила најзападнији потпорни зид великог терасастог брда на коме је подигнута касновизантијска палата Влахерна.
Главна конструкција се састојала од тринаест попречних контра-зидова, пробијених са три међусобно постављена лука од цигле, који стварају дванаест преграда, ширине 9–13 метара. Два зида по дужини нису паралелна, већ се постепено одмичу како се протежу северно. Источни зид има пар ходника на горња два нивоа, изграђених унутар тела зида и осветљених пушкарницама на фасадама зида. Одељења у сутеренском нивоу немају прозоре, али су горњи нивои осветљени кроз мале отворе на западном зиду. Кула спиралног степеништа повезује главну структуру са две куле.
Недоследности у постављању прозора, које су делимично сређене каснијим доградњама, као и други докази узастопних преправки, показују да је конструкција грађена и модификована у одвојеним фазама. Прво је дошао источни зид који је био окренут ка граду, као једноставан одбрамбени зид са галеријама из којих су се кроз пушкарнице могле испуштати стреле и други пројектили. Остатак главне конструкције је накнадно додат. Улога преграда је нејасна. Могуће је да су функционисале као оставе или (најмање горња два нивоа) као касарне.
Што се тиче кула, претпоставља се да су оне последње дозидане, при чему је јужна кула раније настала од северне, пошто деле зид који очигледно припада првој. То, међутим, доводи у забуну идентификацију, односно куле Исака Анђела и Анеме, пошто се Анемова кула бележи као сачувана већ у првим годинама 12. века, више од 70 година пре изградње куле Исака Анђела. Представљене су различите хипотезе да би се ово објаснило. Једна теорија је да је њихова традиционална идентификација обратна, или да заједно чине исту зграду под различитим именима. Други предлаже да је стварна Анемина кула лежала северније и да је била једна од кула Ираклијевог зида. Све теорије, међутим, садрже различите проблеме, а традиционална идентификација је и данас у стандардној употреби.

## Затвореници
Према Ани Комнини Михаил Анема је био први човек који је тамо био затворен, а по њему су кула и затвор касније названи. Михаил је ковао заверу против цара али је завера разоткривена и он други завереници су ухваћени и осуђени на затвор и ослепљивање, што је била уобичајена казна за издајнике. Његове молбе за милост, међутим, док су га водили кроз Месе, изазвале су симпатије људи и саме Ане. Заједно са својом мајком посредовала је у његово име код свог оца, цара. Анемау је показана милост: није био ослепљен, већ је неколико година био затворен у кули која ће носити његово име. Следећи затвореник је стигао у кулу и пре него што је Анема коначно помилован и пуштен. Био је то Григорије Таронит, дукс Халдије, области око данашњег Трабзона. Користећи релативну изолованост своје провинције, покушао је да постане независни владар 1104 Чак и након хапшења, међутим, према Алексијади, он је остао пркосан, што је довело до дугог периода у затвору пре него што је коначно пуштен и помилован.
Следећи затвореник био је свргнути цар Андроник I Комнин (р. 1183–1185), који је тамо био затворен уочи свог јавног погубљења на цариградском хиподрому 12. септембра 1185. Следећи познати затвореник био је Јован Бекос, тада хартофилакса Аја Софије и будући патријарх цариградски као Јован XI, који је тамо био затворен због противљења цару Михаилу VIII Палеологу (р. 1259–1282) који је имао намеру да спроведе идеју о поновном уједињењу православних и Римокатоличке цркве. Године 1322, Сиргијан Палеолог, који је ковао заверу и са и против цара Андроника II Палеолога (р. 1282–1328) и његовог унука и противника Андроника III (р. 1328–1341) у току грађанског рата, био је овде заточен, премда је имао прилично добре услове у затвору, пре него што је помилован и враћен на своје функције 1328.
Затвор је поново био актуелан у династичким сукобима Палеолога током 1370-их. Цар Јован V Палеолог (р. 1341–1376, 1379–1391) је овде затворио свог најстаријег сина Андроника IV после неуспеле побуне. Андроник је, међутим, побегао и уз помоћ Ђенове и Османлија и успео је да узурпира престо свог оца на три године (1376–1379). За то време, Јован V и његови млађи синови, Мануел – будући цар Манојло II (р. 1391–1425) – и Теодор, били су затворени у затвору Анема.